# 布呂克斯灣
62°37′40″S 59°59′00″W / 62.62778°S 59.98333°W

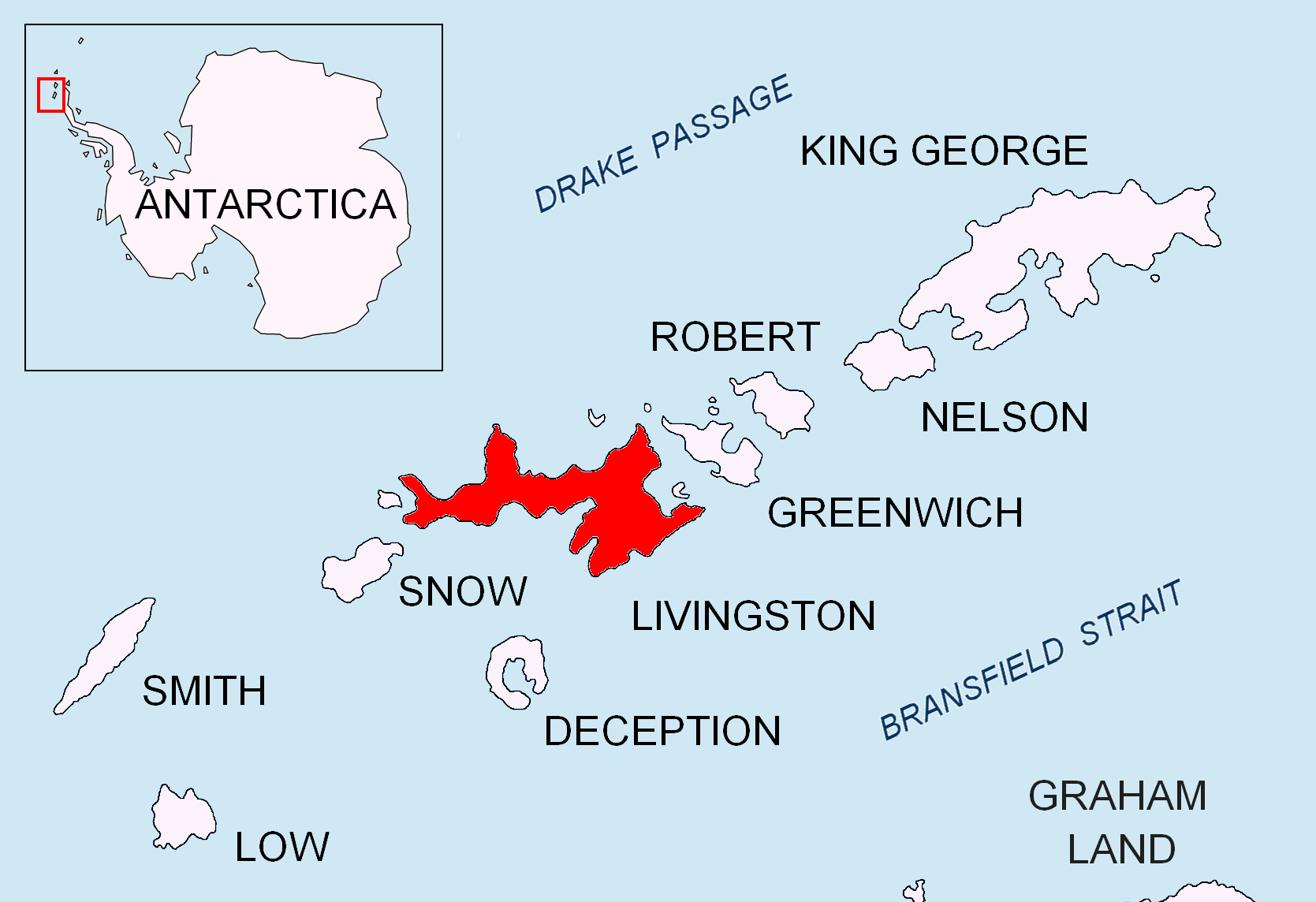

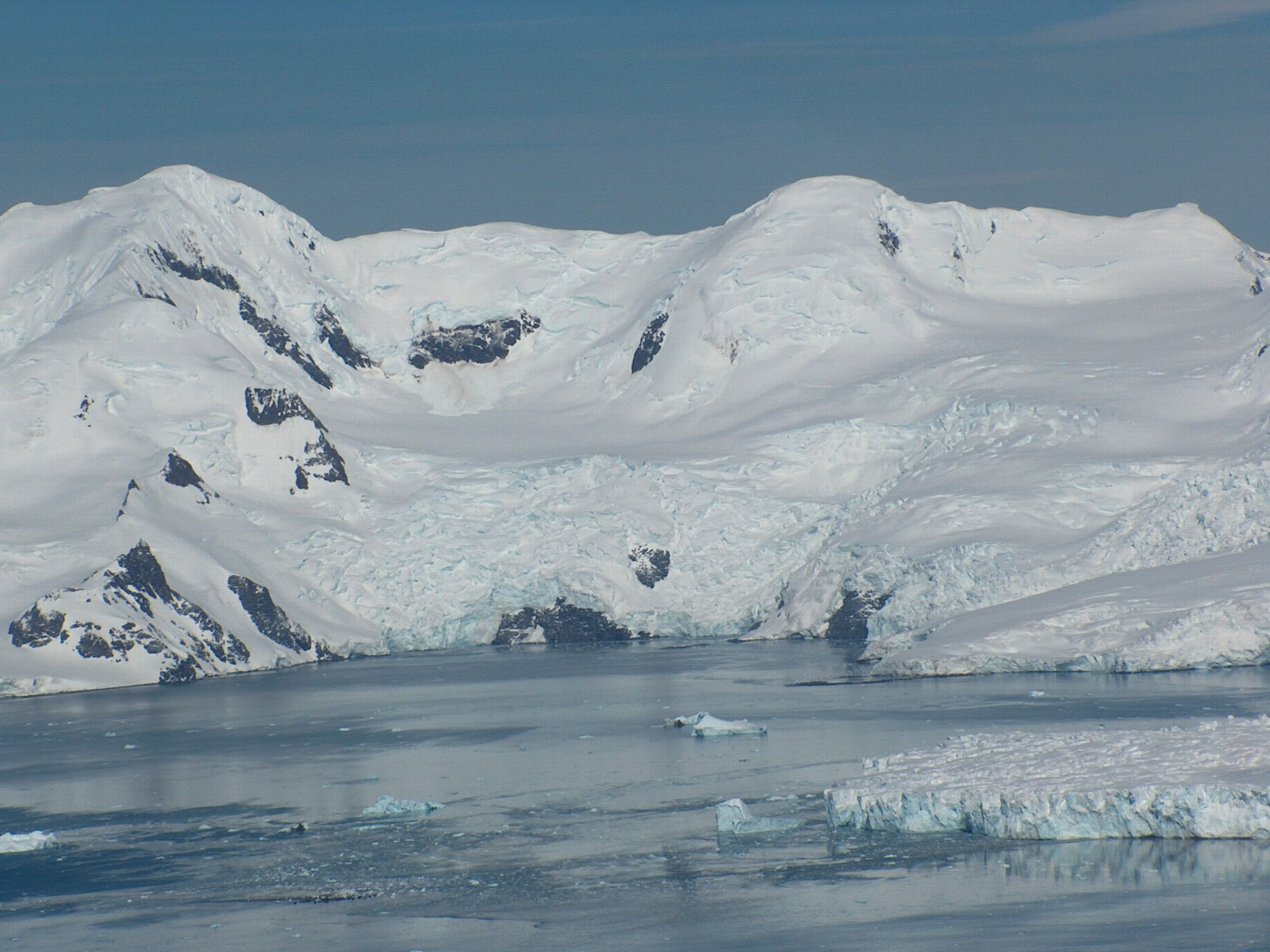

布呂克斯灣是南極洲的山峰，位於南設得蘭群島的利文斯頓島東部，處於月灣南岸，長1.75公里、寬1.93公里，現時由南極條約體系管理。

## 外部連結
- SCAR Composite Antarctic Gazetteer（页面存档备份，存于）.